# Peter King (journaliste)
Pour les articles homonymes, voir Peter King et King.
Peter King, né le 10 juin 1957 à Springfield dans le Massachusetts, est un journaliste sportif américain connu pour être l'une des principales plumes du magazine Sports Illustrated. Après avoir été journaliste pour The Cincinnati Enquirer de 1980 à 1985 puis pour Newsday de 1985 à 1989, il rejoint Sports Illustrated. Membre du jury de sélection des membres du Pro Football Hall of Fame, il travaille également à la télévision pour la chaîne NBA et à la radio. Auteur de cinq ouvrages sur le football américain, il a été désigné écrivain sportif de l'année en 2010, 2011 et 2013. 